# Венски филтри
Венски филтри, интравенски кава филтри (ИВКФ) уређаји су намењени за изолацију („закључавање”) тромба у циркулацији и спречавању појаве плућне емболије. Привремени венски филтер могу се превентивно применити пре порођаја, ризичних операција која се могу погоршати плућном емболијом, или профилактички код болесника у коми или током дуготрајне имобилизитсани пацијената који су у високом ризику за венске тромбозе.
Уградња ИВКФ има своје добре и лоше стране. Добра је та што може веома ефикасно да спасе животе болесника у више наврата. Са друге стране, уређај може бити извор компликација због тромбозе, померање дуж вена, пробијање венског зида и околних структура, и слично. За сада има довољно репрезентативних студија које недвосмислено доказује да стални кава филтери донесе више користи него што могу истовремено угрозити болесника. Једна од њих је она спроведена у болници у Уједињеном Краљевству континуираним праћењем, од 1989-1994, 78 болесника. У посматраној групи 52 пацијената било је живо и здраво након 4-6 година од уградње филтера. Смртност након 30 дана износила је 5,1%, а након три године 19,2%. Рекурентна плућа емболију догодила се у 1,3% случајева, а ИВЦ оклузија у 4,7% случајева. Није било доказа о померању филтера. Пролапс жице филтера десио се у 70% случајева без асимптоматске перфорације у венском зиду у 85,3% случајева. На морбидитет и морталитет у овој студији антикоагулантна терапија није била од значаја. На основу ових података у закључку студије стоји; да је Bird's Nest венски кава филтер безбедна и ефикасна заштита од тромбозе у краткорочном и дугорочном периоду.

## Историја
Први ИВКФ креирао је Кази Мобин-Удин који је објавио своје налазе 1969. у New England Journal of Medicine. Мобин-Удинов филтер је касније замењен Грнфилдовим филтером који је развио Лазар Гринфилд, јер је имао нижу стопу компликација повезаних са филтером.

## Намена
Венски филтри односно интравенски кава филтри (ИВКФ) индиковани су за:
- Превенцију венске тромбоемболије (ВТЕ) код болесника са контраиндикацијама за оралну антикоагулантну терапију
- Код болесника који имају плућну емболију и поред адекватне антикоагулантне терапије,
- Превенцију тромбозе после примењене хируршке емболектомије.
- Превенцију тромбозе после дијагностичких, инвазивних, венографија.[8]

## Индикације
Индикације за примену кафа филтера могу бити : апсолутне и релативне.

### Апсолутне индикације
- Рекурентна плућна тромбоемболије упркос адекватној примени антикоагулантне терапије,
- Контраиндикације за примену антикоагулантне терапије,
- Компликације антикоагулантне терапије,
- Немогућност достизања или одржавања терапијских вредности антикоагулантних средстава.

### Релативне индикације
У релативне индикације за уградњу венског филтра су:
- Болесници са доказаном плућном тромбоемболијом и присутном илијакокавалном тромбозом дубоких вена.
- Болесници са масивном проксималном тромбозом дубоких вена, са доказаним флотирајућим тромбним масама.
- Масивне плућне емболије третиране тромболизом - тромбектомијом, тромболизом илијакокавалних тромбоза дубоких вена, венске тромбоемболије лимитираном кардиопулмоналниом резервом, рекурентне плућне емболије са пласираним филтером, тешкоће успостављања терапијске антикоагулације, слаба комплијанса антикоагулантне медикације, висок ризик компликација антикоагулантне терапије - атаксија итд.

## Врсте и начин пласирања венских филтера
Изолација тромба и спречавање плућне емболије може се постићи пласирањем различитих венских (кава) филтера, међу којима су најчешће примењују: 
- Bird’s Nest, нитинолски филтер.
- Venatech, титанијумски филтри.
- Greenfieldov филтери.